# Selište (Jajce, BiH)
Selište  je naseljeno mjesto u općini Jajce, Federacija Bosne i Hercegovine, BiH.
Nalazi se jugoistočno od Vinca.

## Stanovništvo

### 1991.
Nacionalni sastav stanovništva 1991. godine, bio je sljedeći:
ukupno: 144
- Muslimani - 144

### 2013.
Na popisu stanovništva 2013. godine bilo je bez stanovnika.